# Neckera humilis
Neckera humilis är en bladmossart som beskrevs av Mitten 1891. Neckera humilis ingår i släktet fjädermossor, och familjen Neckeraceae. Inga underarter finns listade i Catalogue of Life.